# Mulino (Oregon)
Mulino az Amerikai Egyesült Államok északnyugati részén, Oregon állam Clackamas megyéjében, a 213-as út mentén, Oregon City és Molalla között elhelyezkedő falu és statisztikai település. A 2010. évi népszámláláskor 2103 lakosa volt. Területe 35,76 km², melyből 0,09 km² vízi.
A faluban található az Oregon Department of Aviation által üzemeltetett Mulinói állami repülőtér.

## Történet
A település mai nevét 1851-ben, a malom építésekor kapta; eredetileg Howards Millnek hívták. A név a spanyol molino szóból ered, de a posta szerint egyszerűen összekeverhető lenne a közeli Molallával, ezért Mulinora változtatták azt. A helyi postahivatalt 1882-ben alapították.
2007-ben a malmot átépítették lakóházzá. A történelmi helyek jegyzéke alapján Oregon legrégebbi ipari épülete, és a legrégebbi, folyamatosan postaként szolgáló ház. A jegyzékbe 1981-ben vették fel.
2007 májusában megszavazták a falusi rangot, melyet június 7-én kaptak meg.

## Éghajlat
A térség nyarai melegek (de nem forróak) és szárazak; a havi maximum átlaghőmérséklet 22 °C. A Köppen-skála alapján a város éghajlata meleg nyári mediterrán. A legcsapadékosabb a november–január, a legszárazabb pedig a július–augusztus közötti időszak. A legmelegebb hónap augusztus, a leghidegebb pedig december.

## Népesség
A 2010-es népszámláláskor  2103 lakója, 772 háztartása és 583 családja volt. A népsűrűség 58,9 fő/km2. A lakóegységek száma 810, sűrűségük 22,7 db/km2. A lakosok 95,8%-a fehér, 0,2%-a afroamerikai, 1%-a indián, 0,4%-a ázsiai,  0,8%-a egyéb, 1,8%-a pedig kettő vagy több etnikumú. A spanyol vagy latino származásúak aránya 2,8% (2,3% mexikói,   0,4% egyéb spanyol vagy latino származású.)
A háztartások 23,6%-ában élt 18 évnél fiatalabb. 66,5% házas, 6% egyedülálló nő, 3,1% egyedülálló férfi, 24,5% pedig nem család. 17,9% egyedül élt; 5,1%-uk 65 éves vagy idősebb. Egy háztartásban átlagosan 2,72 személy élt; a családok átlagmérete 3,1 fő.
A medián életkor 45,5 év volt. Lakóinak 21,8%-a 18 évesnél fiatalabb, 4,4% 18 és 24 év közötti, 20,3%-uk 25 és 44 év közötti, 39,4%-uk 45 és 64 év közötti, 14,1%-uk pedig 65 éves vagy idősebb. A lakosok 52%-a férfi, 48%-a pedig nő.

## Nevezetes személy
- Tootie Smith – képviselő

## Fordítás
Ez a szócikk részben vagy egészben  a   Mulino, Oregon című angol Wikipédia-szócikk ezen változatának fordításán alapul.  Az eredeti cikk szerkesztőit annak laptörténete sorolja fel. Ez a jelzés csupán a megfogalmazás eredetét és a szerzői jogokat jelzi, nem szolgál a cikkben szereplő információk forrásmegjelöléseként.